# Зденко Петрановић Јастреб
Зденко Петрановић — Јастреб (Делнице , 8. март 1919 — Бања Лока, код Костела, 21. април 1942), учесник Народноослободилачке борбе и народни херој Југославије.

## Биографија
Рођен је 8. марта 1919. године у месту Делницама, у Горском котару. После завршене основне шокле, учио је трговачки занат и до почетка Другог светског рата радио је као трговачки помоћник у Сушаку.
Априлски рат и окупација Краљевине Југославије, априла 1941. године, затекли су га у Сушаку, одакле се у јесен исте године вратио у родно место. По повратку у родно место, преко брата, се повезао се са члановима Комунистичке партије Југославије (КПЈ) и убрзо потом се прикључио групи нових бораца, који су отишли у партизане. Пошто је Делничка партизанска чета, у коју су били пошли, била нападнута, Зденко с групом бораца отишао у личко-фужински партизански логор на Биторају. Ту је и добио партизански надимак „Јастреб“.
У борби код Литорица, крајем маја 1942. године, посебно се истакао као митраљезац Делничке партизанске чете - он се тада са својим митраљезом (у партизанским јединицама био је обичај да се митраљез даје најхрабријим борцима) пребацивао с једног крила на друго, тако да је непријатељ добио утисак да га нападају јаче снаге него што су, у ствари, биле. Касније је његова чета ушла у састав Трећег батаљона „Горанин“ Приморско-горанског партизанског одреда, а Зденко је тада постао командир Омладинске чете.
Његова прва самостална акција био је напад на посаду од 25 италијанских војника, смештену у лугарској кући на Прапорту. Зденкова чета се тада, у рану зору, приближила лугарској кући и изненада кренула у јуриш и свих 25 италијанских војника је било заробљено. Крајем априла 1942. године словеначке партизанске јединице су затражиле помоћ од Другог приморско-горанског партизанског одреда, па је због тога, преко реке Купе била упућена Зденкова Омладинска чета. Уз помоћ једне чете словеначких партизана, 21. априла 1942. године, Зденкова чета је напала непријатељско упориште у Бања Локи. Борба је трајала цео дан и Зденко је успео да са својом четом потисне непријатеља. Јуришао је на митраљеско гнездо и успео да заплени митраљез. Колона непријатељских тенкова, кренула је у помоћ својој посади у Бања Локи и партизанске снаге су се морале повући. Током повлачења, у борби с тенковима, Зденко је погинуо. Био је једини борац Другог приморско-горанског одреда кога је до тада похвалио Штаб Пете оперативне зоне Главног штаба НОВ и ПО Хрватске.
Указом Президијума Народне скупштине Федеративне Народне Републике Југославије, 20. децембра 1951. године, проглашен је за народног хероја.
Његова биста се налази у Алеји народних хероја градског парка у Делницама.